# Friedrich Pfeffel
Friedrich Pfeffel ( jun.) (* 19. Mai 1812 in Frankfurt am Main; † 10. Mai 1888 ebenda) war ein Kaufmann und Politiker der Freien Stadt Frankfurt.

## Leben
Pfeffel war der Sohn von Carl Friedrich Pfeffel und dessen Ehefrau, einer Tochter des Weinhändlers Müller. Er lebte als Kaufmann in Frankfurt am Main. Dort war er Miteigentümer der Firma Joh. Friedr. Müller & Co., einem Weinhandel. Von 1851 bis 1856 war er Mitglied und von 1854 bis 1856 Subsenior (stellvertretender Vorsitzender) der Frankfurter Handelskammer. Er war Senior des Versorgungshauses, Rittmeister der Kavallerie der Frankfurter Bürgerwehr und Mitglied im Verwaltungsrat der Feuerversicherungsgesellschaft Deutscher Phönix. 
Er gehörte von 1839 bis 1850 und erneut von 1852 bis 1857 dem Gesetzgebenden Körper der Freien Stadt Frankfurt an. Zwischen 1847 und 1848 war er dort Vizepräsident. Nach der Revolution von 1848/1849 in der Freien Stadt Frankfurt gehörte er von 1848 bis 1849 der Constituierenden Versammlung der Freien Stadt Frankfurt an. Von 1857 bis zum Ende der freien Stadt 1866 war er Mitglied der Ständigen Bürgerrepräsentation der Freien Stadt Frankfurt. 